# 1982

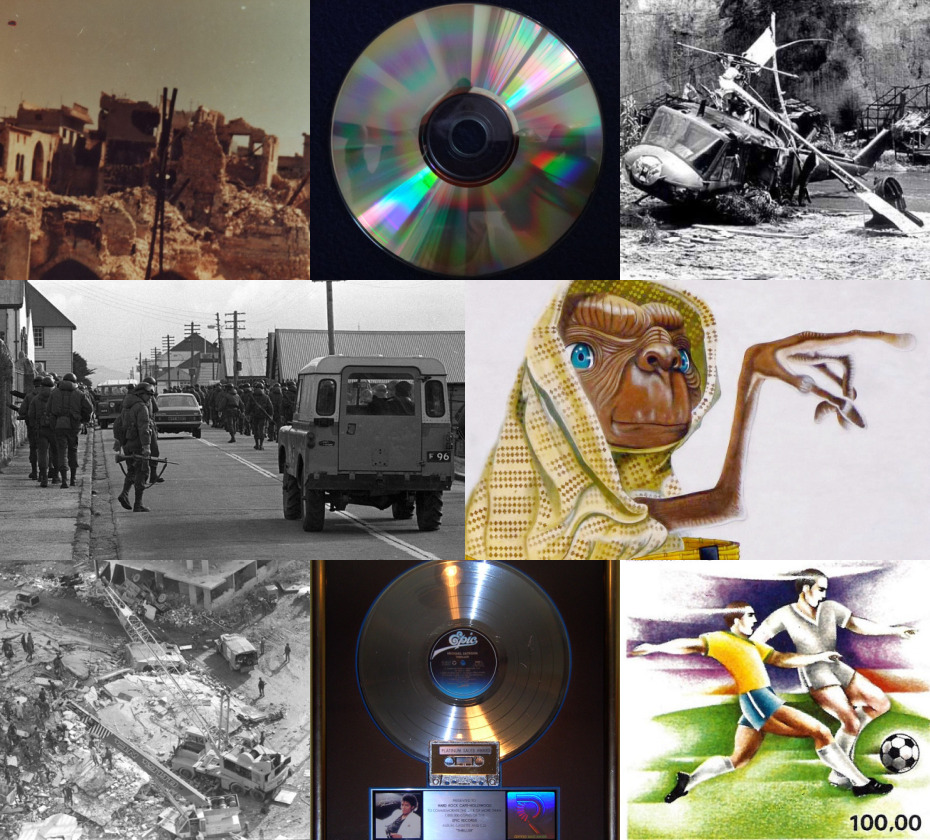
En el sentido de las agujas del reloj desde la parte superior izquierda: el Ejército Árabe Sirio y las Compañías de Defensa sitiaron la ciudad de Hama y mataron entre 350 y 400 civiles; se presenta el disco compacto (CD); durante el rodaje de Twilight Zone: The Movie, un helicóptero Bell UH-1 Iroquois se estrelló y mató al actor Vic Morrow y los niños actores Myca Dinh Le y Renee Shin-Yi Chen; Steven Spielberg lanza E.T., el extraterrestre, que se convirtió en la película más taquillera de la década; un sello postal colombiano que representa la Copa Mundial de Fútbol de 1982 que se celebró en España y ganó la selección italiana; Michael Jackson lanza su sexto álbum de estudio Thriller que se convirtió en el álbum más vendido de todos los tiempos; Israel vuelve a invadir el Líbano; Argentina invade las Islas Malvinas, lo que da comienzo a la guerra de las Malvinas.

1982 (MCMLXXXII) fue un año común comenzado en viernes en el calendario gregoriano. Fue declarado:
Año Internacional de Movilización para la Imposición de Sanciones contra Sudáfrica por la Organización de las Naciones Unidas.

## Acontecimientos

### Enero
- 1 de enero:  Nueva York, el peruano Javier Pérez de Cuéllar asume el cargo de secretario general de Naciones Unidas.
- 7 de enero: en la Ciudad del Vaticano, el papa Juan Pablo II condena la anexión israelí de los territorios del Golán.
- 7 de enero: en Aquisgrán (Alemania) el rey de España Juan Carlos I es galardonado con el premio Carlomagno, primero que se concede a un soberano.
- 11 de enero: se promulgan los estatutos de las comunidades autónomas españolas de Asturias, Andalucía y Cantabria.
- 13 de enero: en Washington D. C. (Estados Unidos) el Vuelo 90 de Air Florida se estrella en una autopista y cae al río Potomac: mueren 74 ocupantes, 4 personas en tierra y sobreviven otros 4 ocupantes.
- 14 de enero: en Andorra entró en funciones el primer gobierno andorrano, presidido por Òscar Ribas Reig.
- 16 de enero: se emite el primer capítulo del programa de televisión colombiano Don Chinche.
- 22 de enero: en Chile muere debido a la exposicion de haber vivido en el urbe minero de la zona norte de Chile el político Eduardo Frei Montalva (presidente entre 1964 y 1970). Un cable de la embajada estadounidense en Santiago de Chile ―filtrado por WikiLeaks― señaló el médicos del Departamento de Anatomía Patológica de la Pontificia Universidad Católica, que  envenenaron al expresidente con mostaza sulfúrica y talio.
- 27 de enero: en Honduras accede a la presidencia el civil Roberto Suazo Córdova tras una década de dictadura militar.

### Febrero
- 4 de febrero: en Surinam, Desi Bouterse, jefe del Consejo Nacional Militar, destituye a Henk Chin A Sen.
- 5 de febrero: en Vizcaya, el empresario vasco Lipperheide es liberado por la banda terrorista ETA tras pagar 20 millones de pesetas de rescate.
- 7 de febrero: en Costa Rica, el socialdemócrata Luis Alberto Monge gana las elecciones presidenciales de ese país.
- 8 de febrero: en Surinam, Desi Bouterse (líder militar del ejército) nombra a Fred Ramdat Misier como presidente interino.
- 9 de febrero: el vuelo 350 de Japan Airlines que volaba de Fukuoka a Tokio se estrella en el mar; fallecen sus 24 ocupantes y sobreviven 150 de ellos.
- 10 de febrero: en España se aprueba el reglamento que rige el funcionamiento del Congreso de los Diputados.
- 14 de febrero: en Estados Unidos, los físicos de la Universidad de Stanford afirman haber conseguido detectar un monopolo magnético.
- 15 de febrero: frente a las costas de la Isla de Terranova (Canadá) una violenta tempestad hace zozobrar una plataforma petrolífera con el resultado de 84 muertos.
- 15 de febrero: en España se produce la reapertura de la cueva de Altamira.
- 16 de febrero: en Colombia, el MAS rescata a Martha Nieves Ochoa (secuestrada por el movimiento guerrillero M-19 desde el pasado 12 de noviembre de 1981).
- 17 de febrero: en Madrid (España) se clausura la I Feria-Exposición de Arte Contemporáneo, ARCO-82.
- 18 de febrero: en España comienza el juicio contra los implicados en el golpe de Estado en España de 1981.
- 18 de febrero: en Irlanda, el partido Fianna Fáil se convierte en la primera fuerza política de la Cámara Baja, al obtener 81 de los 166 escaños y gana las elecciones generales.
- 19 de febrero: en Renton, estado de Washington, Estados Unidos, el Boeing 757 realiza su primer vuelo.
- 20 de febrero: la OTAN realiza sus primeras maniobras navales en el Caribe.
- 21 de febrero: en España, Manuel Fraga Iribarne es reelegido presidente de Alianza Popular.
- 23 de febrero: en el norte de Siria se producen duros enfrentamientos entre los Hermanos Musulmanes y las fuerzas del presidente Hafez al-Asad.
- 23 de febrero: en Dinamarca, el 52% de la población apoya en el referéndum la salida de la Comunidad Económica Europea (CEE).

### Marzo
- 2 de marzo: en Perú, un comando armado del grupo terrorista Sendero Luminoso, asalta la cárcel de Ayacucho.
- 3 de marzo: en París (Francia) se edita Mi último suspiro, autobiografía de Luis Buñuel.
- 7 de marzo: se realizan en Guatemala las elecciones generales.
- 14 de marzo: 
  - se realizan en Colombia las elecciones legislativas.
  - en California (Estados Unidos), Metallica realiza su primer concierto en la historia.
- 17 de marzo: el vuelo 125 de Air France se incendia cuando despegaba del Aeropuerto Internacional de Saná (Yemen), sus 124 ocupantes a bordo sobreviven.
- 19 de marzo: en un accidente de avión muere Randy Rhoads, guitarrista principal de Ozzy Osbourne y ex Quiet Riot.
- 21 de marzo: un terremoto de 6,9 en Japón deja 167 heridos y varios daños.
- 22 de marzo: se realiza el disco: The Number Of The Beast, de la banda de Heavy Metal, Iron Maiden.
- 23 de marzo: en Guatemala, el general derechista Efraín Ríos Montt derroca al gobierno democrático de Fernando Romeo Lucas García.

### Abril
- 2 de abril: en el sur de la costa atlántica argentina, las Fuerzas Armadas toman las islas Malvinas, lo que desembocó en la guerra de las Malvinas entre la Argentina y el Reino Unido.
- 3 de abril: el Airbus A310 realiza su primer vuelo.
- 17 de abril: la reina Isabel II aprueba la nueva constitución de Canadá.
- 24 de abril: en Harrogate (Reino Unido), la canción Ein Bißchen Frieden de Nicole, gana por Alemania la XXVII edición de Eurovisión.
- 29 de abril: en la aldea guatemalteca de Los Josefinos a 70 km de Santa Elena, en el departamento guatemalteco de La Libertad (Petén), la dictadura del general Efraín Ríos Montt lleva a cabo la Masacre de Los Josefinos, en que torturan y asesinan a toda la población de la aldea (unas 57 personas, 15 de ellas niños y niñas).
- 29 de abril: se desarrollan las Elecciones presidenciales de El Salvador.

### Mayo
- 2 de mayo: 
  - en El Salvador, Álvaro Magaña se convierte en presidente interino.
  - en el marco de la guerra de las Malvinas, el submarino británico HMS Conqueror (S48) hunde al crucero ligero argentino ARA General Belgrano; mueren 323 militares.
- 8 de mayo: 
  - en Costa Rica la socialdemocracia vuelve al poder de la mano del político Luis Alberto Monge.
  - en el circuito de Zolder (Bélgica) fallece en accidente el piloto canadiense Gilles Villeneuve.
- 16 de mayo: en República Dominicana, se realizan elecciones generales, quedando ganador Salvador Jorge Blanco.
- 21 de mayo: El grupo británico Queen lanza en Reino Unido su décimo álbum, titulado Hot Space.
- 23 de mayo: se estrena en Reino Unido The Wall (La Película) musical de Pink Floyd.
- 24 de mayo: en el marco de la guerra entre Irán e Irak, tropas iraníes recuperan Jorramchar.
- 25 de mayo: durante la guerra de las Malvinas, una fuerza compuesta por aviones Super Etendard y A4-AR hunden al portaviones HMS Invencible (D118) utilizando el último de los misiles Exocet de que disponía el Ejército Argentino.
- 30 de mayo: España se incorpora a la OTAN.
- 30 de mayo: en Colombia, Belisario Betancur gana las elecciones presidenciales y es elegido nuevo presidente.

### Junio
- 6 de junio: tropas de Israel invaden Líbano y llegan hasta la capital Beirut.
- 7 de junio: dos terremotos de 6,9 y 7,0 sacuden la ciudad mexicana de Ometepec.
- 8 de junio: en el marco de la guerra de las Malvinas, aviones de Argentina bombardean barcos del Reino Unido en el ataque aéreo de bahía Agradable.
- 8 de junio: en República Dominicana, Antonio Guzmán renuncia a su cargo como presidente. (Se suicidará el 4 de julio).
- 9 de junio: en España se aprueban los estatutos de autonomía de Murcia y La Rioja.
- 11 de junio: Juan Pablo II viaja a Argentina.
- 13 de junio: 
  - inauguración de la 12.ª edición de la Copa Mundial de Fútbol de 1982 en España, con el partido Argentina-Bélgica.
  - en el circuito Giles Villeneuve (Canadá) fallece en accidente el piloto italiano Riccardo Paletti.
- 14 de junio: en Puerto Argentino/Stanley las tropas argentinas se rinden; la Guerra de Malvinas termina luego de 74 días, imponiendo mediante la fuerza a un gobierno colonial británico que permanece hasta el día de hoy, e incluso se niega a discutir la soberanía argentina sobre las Islas.
- 19 de junio: en El Salvador se registra un terremoto de 7,3 que deja 43 fallecidos y varios heridos.
- 24 de junio: en el volcán Galunggung (Indonesia), el Vuelo 9 de British Airways sufre un temporal apagón de los cuatro motores y daño en el exterior del avión después de atravesar una nube de ceniza volcánica.
- 24 de junio: se funda la Universidad de Castilla-La Mancha (España).

### Julio
- 1 de julio: Mauricio reconoce a la República Árabe Saharaui Democrática (RASD).
- 2 de julio: en Madrid, mediante decreto de la Gran Logia Nacional Francesa, se crea la Gran Logia de España.
- 2 de julio: en la ciudad de Los Ángeles (estado de California), el camionero estadounidense Larry Walters (1949-1993), vuela sobre toda la ciudad durante 16 minutos a 4600 m de altitud montado en un sillón de jardín atado a 42 globos llenos de helio.
- 4 de julio: en México, Miguel de la Madrid gana las elecciones de 1982 es elegido nuevo presidente.
- 4 de julio: en República Dominicana, se suicida Antonio Guzmán de 71 años de edad, el primer presidente genuinamente democrático en ese país. Le reemplaza el vicepresidente Jacobo Majluta durante 43 días (hasta el 16 de agosto).
- 9 de julio: en Londres, Michael Fagan se infiltra en la habitación de la reina Isabel II en el palacio de Buckingham, con quien tuvo una breve conversación durante aproximadamente 10 minutos. Este fue su segundo intento victorioso de acceder al palacio ya que en el anterior tuvo lugar apenas tres semanas antes mientras que la reina se encontraba en el Castillo de Windsor.
- 11 de julio: en Madrid (España) Finaliza el Mundial e Italia es campeón por tercera vez de la Copa del Mundo tras vencer a la República Federal de Alemania por un marcador de 3-1.
- 15 de julio: en la Comunidad Valenciana se promulga el Estatuto de Autonomía de la Comunidad Valenciana.
- 19 de julio: en El Salvador, un terremoto de magnitud 7,0 en la escala de Richter afecta a una cuarta parte del territorio y causa varios muertos y graves pérdidas materiales.
- 22 de julio: en San Isidro (Argentina), empieza el secuestro de los Puccio: la primera víctima del clan es Ricardo Manoukian, años después se producen otros secuestros de Eduardo Aulet en 1983, Emilio Naum en 1984 y Nélida Bollini de Prado en 1985.
- 23 de julio: en el condado de Ventura (California), durante el rodaje de la película En los límites de la realidad: la película, un helicóptero pierde el control y decapita al actor Vic Morrow y a dos niños actores vietnamitas.
- 26 de julio: en Lima (Perú), la canadiense Karen Dianne Baldwin gana el concurso Miss Universo.
- 27 de julio: en Santiago de Chile, una serie de temporales causan el desborde del río Mapocho, uno de los más grandes desastres de la ciudad; además se registran otros desastres más graves en el sur del país.
- 30 de julio: Arístides Royo renuncia a su cargo como presidente de Panamá por motivos de salud. Ricardo de la Espriella asume la jefatura de estado.

### Agosto
- 3 de agosto: Venezuela reconoce a la República Árabe Saharaui Democrática (RASD).
- 7 de agosto: en Bogotá, Belisario Betancur asume el cargo de presidente de Colombia.
- 10 de agosto: en las islas Canarias se aprueba el Estatuto de Autonomía de Canarias.
- 11 de agosto: en el campo de pruebas de Nevada (100 km al noroeste de la ciudad de Las Vegas), a las 7:00 hora local Estados Unidos detona la bomba atómica Queso (de 20 kilotones), la bomba n.º 978 de las 1129 que Estados Unidos hizo detonar entre 1945 y 1992.
- 11 de agosto: Surinam reconoce a la República Árabe Saharaui Democrática (RASD).
- 16 de agosto: en República Dominicana, Salvador Jorge Blanco toma posesión como presidente.

### Septiembre
- 1 de septiembre: en México, el presidente José López Portillo en su último informe de gobierno decreta la nacionalización de la banca.
- 5 de septiembre: Johnny Gosch, un niño estadounidense de 12 años, desaparece en circunstancias misteriosas en la ciudad de Des Moines, Iowa. Su imagen es una de las primeras que aparece en los cartones de leche como parte de una campaña para encontrar niños desaparecidos.
- 8 de septiembre: se realizan las Elecciones generales de los Países Bajos.
- 12 de septiembre: el luchador y actor mexicano El Santo ofrece su última función de lucha libre en el (hoy extinto) Toreo de Cuatro Caminos, tras 43 años de carrera de luchador profesional y 40 años de carrera artística.
- 12 de septiembre : Apertura del Campeonato Mundial de Voleibol Femenino de 1982
- 13 de septiembre: el vuelo 995 de Spantax, suspende el despegue del aeropuerto de Málaga, al notar una fuerte vibración, saliéndose de la pista e incendiándose. Mueren 50 personas.
- 14 de septiembre: en una carretera que comunica a Francia con Mónaco, fallece en accidente de tránsito la princesa Grace Kelly.
- 14 de septiembre: presidente libanés Bashir Gemayel muere en intento de asesinato en Beirut.
- 18 de septiembre: en Líbano se realizan las masacres de Sabra y chatila.
- 19 de septiembre: en Suecia se realizan las elecciones generales.
- 23 de septiembre: a 408 metros bajo tierra, en el área 12N.15 del Sitio de pruebas de Nevada (a 100 km al noroeste de la ciudad de Las Vegas), a las 8:00 hora local Estados Unidos detona simultáneamente dos bombas atómicas: Diamond Ace y Huron Landing, ambas de 20 kt. (En comparación, la bomba de Hiroshima fue de 13 kt). Una hora después, en el área 8M del sitio de pruebas de Nevada, detona la bomba atómica Frisco, de 21 kt. Son las bombas n.º 980, 981 y 982 de las 1129 que Estados Unidos hizo explotar entre 1945 y 1992.
- 25 de septiembre: Clausura de Campeonato Mundial de Voleibol Femenino de 1982
- 29 de septiembre: a 563 metros bajo tierra, en el área U7br del Sitio de pruebas atómicas de Nevada, a las 5:30 hora local Estados Unidos detona su bomba atómica Borrego, de 1 kt. Es la bomba n.º 983 de las 1129 que Estados Unidos detonó entre 1945 y 1992.

En Chicago se dan muertes por medicamentos Tylenol contaminados con Cianuro de Potasio
- 30 de septiembre: en Alemania, Helmut Schmidt renuncia a su cargo como canciller.

### Octubre
- 1 de octubre: en Alemania, Helmut Kohl se convierte en canciller.
- 2 de octubre: en España, la policía desmantela la conspiración golpista para el 27 de octubre de 1982.
- 2 de octubre: en Oviedo (España), se entregan los Premios Príncipe de Asturias en su segunda edición.
- 10 de octubre: en Bolivia, Hernán Siles Zuazo se convierte en presidente por segunda y última vez.
- 19 de octubre: en Suecia, Gabriel García Márquez recibe el Premio Nobel de Literatura.
- 20 de octubre: en España, la rotura de la presa de Tous provoca la mayor riada hasta el momento, llamada la pantanada de Tous.
- 26 de octubre: Colombia renuncia a ser la sede del Mundial de México 86, por decisión del gobierno nacional, motivada por la falta de recursos.
- 28 de octubre: en España, el PSOE vence en las elecciones generales y Felipe González se convierte en presidente electo.
- 28 de octubre: en Colombia, Pablo Escobar es elegido suplente a la Cámara de Representantes.
- 31 de octubre: el papa Juan Pablo II inicia su primera visita a España.

### Noviembre
- 2 de noviembre: se realizan las Elecciones legislativas en los Estados Unidos.
- 4 de noviembre: la Asamblea General de las Naciones Unidas aprueba la Resolución 37/9 que dispuso un status quo ante bellum para la guerra de las Malvinas.
- 4 de noviembre: en España, la banda terrorista ETA asesina a Víctor Lago, jefe de la División Acorazada Brunete del Ejército de Tierra (España).
- 4 de noviembre: Ruud Lubbers se convierte en primer ministro de los Países Bajos.
- 5 de noviembre: Brasil y Paraguay inauguran la represa de Itaipú, en aquel momento la mayor central hidroeléctrica del mundo.
- 5 de noviembre: Juan Pablo II beatifica en Sevilla a la monja española Ángela de la Cruz.
- 6 de noviembre: en la ciudad de Maracaibo, estado Zulia, Venezuela, se celebra la edición I del Festival Internacional de la Orquídea producido por el canal de televisión Venevision en el programa Súper Sábado Sensacional.
- 7 de noviembre: grandes inundaciones en Lérida y Andorra.
- 9 de noviembre: una emboscada de los muyahidines asesina a más de mil jóvenes trabajadores desarmados.
- 10 de noviembre: fallece el jefe de la URSS Leonid Brézhnev.
- 11 de noviembre: el terrorista palestino Ahmad Qassir, en un ataque suicida, destruye el edificio que albergaba el cuartel general de la ocupación israelí en el sur del Líbano, asesinando a casi 100 personas, entre soldados israelíes y ciudadanos libaneses que estaban en los alrededores al momento de la explosión.
- 12 de noviembre: en Moscú, Yuri Andrópov es elegido secretario general del Partido Comunista de la Unión Soviética y en realidad encabezó el liderazgo de la URSS.
- 15 de noviembre: se realizan en Brasil las elecciones legislativas.
- 16 de noviembre: en Asia se funda el Consejo Olímpico de Asia.[1]
- 18 de noviembre: Mariasela Álvarez de República Dominicana es coronada Miss Mundo.
- 19 de noviembre: en Nueva Delhi (India) comienzan los IX Juegos Asiáticos.[2]
- 24 de noviembre: se realizan nuevamente las Elecciones generales en Irlanda.
- 27 de noviembre: Yasuhiro Nakasone fue nombrado primer ministro de Japón.
- 27 de noviembre: en Lima (Perú), la canción Puedes contar conmigo de Unicornio, gana por Venezuela la XI edición del Festival de la OTI.
- 28 de noviembre: en Uruguay, durante el período cívico-militar del Dr. Aparicio Méndez, se suprime y levanta el ramal ferroviario Maldonado-Punta del Este. En esta última ciudad, donde yacía una estación terminal, se construye una terminal de buses.
- 28 de noviembre: en Uruguay, tres partidos políticos realizan sus elecciones internas.
- 30 de noviembre: en su residencia en la calle Downing Street 10 (Londres), la primera ministra Margaret Thatcher recibe un paquete bomba.
- 30 de noviembre: en Estados Unidos, Michael Jackson lanza su sexto álbum como solista titulado Thriller.

### Diciembre
- 1 de diciembre: en México, Miguel de la Madrid asume la presidencia, la cual concluye en noviembre de 1988.
- 2 de diciembre: en Utah (Estados Unidos) el doctor De Bries realiza la primera implantación de un corazón artificial permanente.
  - en Madrid (España), Felipe González asume como presidente del Gobierno.
  - en Madrid (España), Pedro Laín Entralgo es elegido director de la Real Academia Española.
- 3 de diciembre: en Chile, los dirigentes sindicalistas Manuel Bustos, Héctor Cuevas y Carlos Poldech son expulsados del país.
  - en Estados Unidos se funda la empresa Adobe.
- 4 de diciembre: en Nueva Delhi (India) culminan los IX Juegos Asiáticos.[2]
  - la República Popular China adopta su constitución.
- 6, 7 y 8 de diciembre: en la aldea Las Dos Erres, a 90 km de Santa Elena, en el departamento guatemalteco de La Libertad (Petén), el Gobierno del general Efraín Ríos Montt lleva a cabo la Masacre de Las Dos Erres, en que torturarán y asesinarán a toda la población de la aldea (más de 400 personas).
- 8 de diciembre: en Perú se inicia nuevamente el Fenómeno del Niño con lluvias en las zonas altas del departamento de Piura (extremo norte) extendiéndose durante 6 meses.
- 10 de diciembre: en un pozo a 413 metros bajo tierra, en el área U4al del Sitio de pruebas atómicas de Nevada (a unos 100 km al noroeste de la ciudad de Las Vegas), a las 7:20 (hora local) Estados Unidos detona su bomba atómica Manteca, de 20 kt. Es la bomba n.º 987 de las 1131 que Estados Unidos detonó entre 1945 y 1992.
- 13 de diciembre: en Yemen se registra un terremoto de 6,3 que deja 2.800 muertos y 1.500 heridos.
- 14 de diciembre: en España, Gerardo Iglesias es elegido secretario general del PCE en sustitución de Santiago Carrillo.
  - Bolivia reconoce a la República Árabe Saharaui Democrática (RASD).
- 15 de diciembre: en España, el Gobierno abre La Verja de Gibraltar y permite el paso peatonal por la misma.
- 19 de diciembre: en Venezuela, un incendio consume la planta de generación de energía eléctrica «Ricardo Zuloaga», falleciendo más de 160 personas, entre bomberos, policías y comunicadores sociales (Tragedia de Tacoa).
  - en Buenos Aires, el grupo musical argentino Soda Stereo realiza su primera actuación con ese nombre.
- 25 de diciembre: en la isla de Flores se registra un terremoto de 5,9 que mata a 13 personas y deja 400 heridos y cientos de casas destruidas.
- 30 de diciembre: en Perú se implanta el estado de emergencia en siete provincias, al desoír la banda terrorista Sendero Luminoso el ultimátum del Gobierno.

### Sin fecha
- Marruecos inicia el reclamo formal por la soberanía de Ceuta, Melilla y otras islas deshabitadas como la Isla Perejil.
- Sale a la venta el videojuego E.T. the Extra-Terrestrial para la Atari 2600, considerado como unos de los peores videojuegos de la historia, siendo factor de la crisis del videojuego de 1983.

## Arte y literatura
- 6 de enero: Fernando Arrabal obtiene el premio Nadal por su novela La torre herida por un rayo.
- Isabel Allende: La casa de los espíritus.

## Ciencia y tecnología
- 29 de agosto: se sintetiza por vez primera el elemento químico meitnerio (Mt), número 109 en la tabla periódica.
- Entra al mercado el disco compacto (CD).
- 23 de abril: en Reino Unido sale al mercado el ZX Spectrum, primer ordenador doméstico de uso masivo en Europa.

## Deporte

### Atletismo
- Campeonato Europeo de Atletismo: se celebra la XIII edición en Atenas,  Grecia.
  - Ganador del medallero   República Democrática Alemana

- Campeonato Europeo de Atletismo en Pista Cubierta: se celebra la XIII edición en Milán,  Italia.
  - Ganador del medallero   Alemania Occidental

### Automovilismo
- Fórmula 1: Keke Rosberg se consagra campeón del mundo a bordo de un Williams Racing. Ferrari gana el campeonato de constructores.
- WRC: Walter Röhrl gana por segunda vez el título a bordo de un Opel Ascona
- Rally Dakar: Claude Marreau, junto a su hermano de copiloto gana la competencia a bordo de un Renault 4
- NASCAR: Darrell Waltrip gana por segunda vez consecutiva el título a bordo de un Buick Regal
- Champ Car: Rick Mears gana por segunda vez consecutiva el título a bordo de un Penske Cosworth
- 500 Millas de Indianápolis: Gordon Johncock gana la competencia
- Turismo Carretera: Jorge Martínez Boero gana el título a bordo de un Ford Falcon
- Turismo Competición 2000: Jorge Omar del Río gana por tercera vez consecutiva el campeonato a bordo de un VW 1500

### Baloncesto
- En Colombia se celebra el mundial de baloncesto. La Unión Soviética se corona campeón del certamen al vencer en la final a Estados Unidos.
- El FC Barcelona se proclama campeón de la Copa del Rey de Baloncesto.

### Béisbol
- Béisbol: los Leones del Caracas conquistan su primer título de la Serie del Caribe efectuada en Hermosillo, México.

### Fútbol
- En España se celebra el XII Campeonato Mundial de Fútbol: Italia gana su tercera Copa Mundial de Fútbol al ganar en la final a Alemania Federal por 3-1.
- Balón de Oro: el italiano Paolo Rossi, del Juventus, es designado mejor futbolista del mundo del año por la revista France Football.
- Club Atlético Peñarol se proclama campeón de la Copa Intercontinental de Fútbol tras derrotar al Aston Villa por 2 a 0.
- En Libia se celebra la Copa Africana de Naciones, en la final llega la selección de fútbol de Libia y la selección de fútbol de Ghana, empatan 1-1 pero en la tanda de penales, Ghana obtiene el título tras derrotar 7-6 a Libia, que consigue su primer y único subcampeonato.
- Copa Libertadores: Club Atlético Peñarol es campeón por cuarta vez tras derrotar a Cobreloa.
- Copa de Campeones UEFA 81-82: Aston Villa la gana por 1.ª vez tras vencer a Bayern Múnich por 1 a 0 en Róterdam.
- El FC Barcelona se proclama campeón de la Recopa de Europa de fútbol, al derrotar por 2-1 al Standard Liège belga, en la final disputada en el Camp Nou de Barcelona.
- Fútbol de Argentina: Ferrocarril Oeste se consagra campeón nacional en forma invicta por primera vez en su historia, al vencer a Quilmes por 2-0.
- Chile: Cobreloa se titula campeón del Campeonato de Fútbol Profesional. Fernández Vial es campeón de segunda división. Colo Colo gana la Copa Polla Gol (actual Copa Chile).
- Liga Peruana de Fútbol: Universitario de Deportes se consagra campeón por décima sexta vez del torneo.
- Fútbol Profesional Colombiano: América de Cali es campeón por 2.ª vez.
- Fútbol mexicano: el 6 de junio de 1982 los Tigres de la UANL obtienen su segundo título de Liga (81-82), tras vencer en penales 5-3 al Atlante en el Estadio Azteca

### Hockey sobre patines
- El FC Barcelona, campeón de la Copa de Europa de Hockey sobre patines.

### Natación
- En Guayaquil (Ecuador) se celebra la cuarta edición de los Campeonatos del Mundo de Natación.

### Tenis
- Abierto de Australia: Hombres: Johan Kriek vence a Steve Denton. Mujeres: Chris Evert vence a Martina Navratilova.
- Roland Garros: Hombres: Mats Wilander vence a Guillermo Vilas. Mujeres: Martina Navratilova vence a Andrea Jaeger.
- Wimbledon: Hombres: Jimmy Connors vence a John McEnroe. Mujeres: Martina Navratilova vence a Chris Evert.
- US Open: Hombres: Jimmy Connors vence a Ivan Lendl. Mujeres: Chris Evert vence a Hana Mandlíková.

### Vóleibol
- Argentina: Décima edición del Campeonato mundial de voleibol masculino. Unión Soviética sale campeón frente a Brasil.
- Perú: Décima edición del Campeonato mundial de voleibol femenino. El equipo local pierde la final ante su similar de China.

## Cine
- Blade Runner de Ridley Scott que más tarde se convertiría en una película de culto y un clásico de ciencia ficción.
- Desaparecido de Costa-Gavras.
- E.T., el extraterrestre, de Steven Spielberg, película de ciencia ficción que se convierte en el fenómeno cinematográfico del año batiendo todos los récords mundiales de recaudación, y consagra a su director. Se convirtió en la película más taquillera de la historia durante 11 años, hasta el estreno de Parque Jurásico en 1993 (También dirigida por Spielberg).
- El Rey de la Comedia, de Martin Scorsese.
- First Blood (Acorralado, en España, Rambo: Primera Sangre, en Hispanoamérica), de Ted Kotcheff, adaptación cinematográfica de la novela homónima de David Morrell, primera película de la saga de Rambo.
- Friday the 13th Part III de Steve Miner
- Gandhi de Richard Attenborough, ganadora del Óscar a mejor película.
- Grease 2 de Patricia Birch.
- La Colmena de Mario Camus, basada en la novela homónima de Camilo José Cela.
- La decisión de Sophie de Alan J. Pakula, basada en la novela homónima de William Styron.
- Los perros de la plaga de Martin Rosen.
- Pink Floyd The Wall de Alan Parker, basada en el álbum homónimo de Pink Floyd, película de culto considerada un clásico de las películas musicales.
- Poltergeist de Tobe Hooper.
- Rocky III protagonizada y dirigida por Sylvester Stallone.
- The Dark Crystal de Jim Henson y Frank Oz.
- The Draughtsman's Contract de Peter Greenaway.
- The Secret of NIMH de Don Bluth.
- Swamp Thing de Wes Craven, basado en el personaje homónimo de DC Comics creado por Len Wein y Bernie Wrightson.
- The Thing de John Carpenter, basada en la novela Who Goes There? de John W. Campbell Jr. y remake de la película The Thing from Another World de 1951, la película fue muy criticada en su momento, pero hoy en día se considera un film de culto y un clásico del cine de horror.
- Tron de Steven Lisberger, considerada el primer largometraje con efectos digitales.
- Volver a empezar de José Luis Garci, primer largometraje español en ganar el Óscar a la mejor película de habla no inglesa.

## Música
- Michael Jackson pública Thriller, Beat It y Billie Jean.
- Se forma la banda estadounidense Dio.
- Se forma la banda británica The Smiths.
- Se forma la banda noruega a-ha.
- Se forma la banda argentina Soda Stereo.
- Se forma la banda española Mecano.

### Publicaciones
- A Flock of Seagulls: I Ran (So Far Away)
- ABBA: The Singles: The First Ten Years
- Accept: Restless & Wild
- Aerosmith: Rock in a Hard Place
- Alejandro Lerner: Alejandro Lerner y la magia
- Asia: Asia
- Bad Brains: Bad Brains
- Bad Religion: How Could Hell Be Any Worse?
- Barón Rojo: Volumen brutal
- Billy Idol: Billy Idol
- Billy Joel: The nylon curtain
- Binomio de Oro: Festival Vallenato
- Blondie: The Hunter
- Camilo Sesto: Camilo
- Charly García: Yendo de la cama al living
- Christian Death: Only Theatre of Pain
- Camel: The Single Factor
- Depeche Mode: A Broken Frame
- Dire Straits: Love Over Gold
- Discharge: Hear Nothing See Nothing Say Nothing
- Duran Duran: Rio
- Eva Ayllón: Cuando hacemos el amor
- Fleetwood Mac: Mirage
- Gato Pérez: Prohibido molestar a los gatos
- Genesis: Three Sides Live
- George Harrison: Gone Troppo
- Guillermo Dávila: Guillermo Dávila
- Indochine: L'Aventurier
- Iron Maiden: The Number of the Beast
- Jean-Michel Jarre: The concerts in China
- José Feliciano: Escenas de amor
- José José: Mi vida
- José Luis Perales: Entre el agua y el fuego
- José Luis Rodríguez: Dueño de nada
- Judas Priest: Screaming for vengeance
- Venom: Black Metal
- Julio Iglesias: Momentos
- King Crimson: Beat
- Kiss: Creatures of the Night
- Led Zeppelin: Coda
- Leño: ¡Corre, corre!
- Los Chichos: Ni tu ni yo
- Los Jaivas: Aconcagua
- Los Tigres del Norte: Padre nuestro: éxitos para siempre
- Lucía Méndez: Cerca de ti
- Luis Alberto Spinetta: Kamikaze
- Luis Ángel: Yo mismo
- Luis Miguel
  - 1+1=2 enamorados
  - Directo al corazón
- Mamá: Mamá.
- Manowar: Battle Hymns
- Mazapán: A la ronda...
- María Conchita Alonso: Dangerous Rhythm
- Mecano: Mecano
- Menudo: Una aventura llamada Menudo
- Miami Sound Machine: Río
- Michael Jackson: Thriller
- Miguel Ríos: Rock and Ríos
- Mike Oldfield: Five Miles Out
- Misfits: Walk Among Us
- Motörhead: Iron Fist
- Ozzy Osbourne: Diary of a madman
- Paul McCartney: Tug of War
- Pequeña Compañía: De nuevo
- Peter Gabriel: Peter Gabriel IV (en América conocido como Security).
- Pimpinela: Hermanos
- Prince: 1999
- Queen: Hot Space
- Richard Clayderman:
  - Reveries no. 2
  - Richard Clayderman
  - The Magic of Richard Clayderman
- Ringo Starr: Stop and smell the roses
- Rod Stewart: Absolutely live
- Roxy Music: Avalon
- Rush: Signals
- Scorpions: Blackout
- Simple Minds:
  - Celebration
  - New gold dream (81, 82, 83, 84)
- Siniestro Total: ¿Cuándo se come aquí?
- Siouxsie And The Banshees: A Kiss in The Dreamhouse
- Supertramp: ...Famous last words...
- The Alan Parsons Project: Eye in the Sky
- The Clash: Combat Rock
- The Misfits: Walk among us
- Timbiriche: La banda Timbiriche
- Toto: Toto IV
- Uriah Heep: Abominog
- Van Halen: Diver down
- Yazoo: Upstairs at Eric's
- Yola Polastry: Yola y sus muñecas

### Festivales
- El 24 de abril se celebra la XXVII edición del Festival de la Canción de Eurovisión en Harrogate,  Reino Unido.
  - Ganador/a: La cantante Nicole Hohlochcon la canción «Ein bißchen Frieden» representando a Alemania .

## Premios Nobel
- Física: Kenneth G. Wilson.[3]
- Química: Aaron Klug.[3]
- Medicina: Sune K. Bergström, Bengt I. Samuelsson y John R. Vane.[3]
- Literatura: Gabriel García Márquez.[3]
- Paz: Alva Myrdal y Alfonso García Robles.[3]
- Economía: George Stigler.[3]

## Premios Príncipe de Asturias
- Artes: Pablo Serrano
- Ciencias Sociales: Antonio Domínguez Ortiz
- Comunicación y Humanidades: Mario Augusto Bunge
- Cooperación Internacional: Enrique V. Iglesias
- Investigación Científica y Técnica: Manuel Ballester Boix
- Letras: Miguel Delibes y Gonzalo Torrente Ballester

## Premio Cervantes
- Luis Rosales